# Puccinia graminis
A ferrugem-do-colmo, também conhecida como ferrugem-dos-cereais, ferrugem-negra, ou ferrugem-vermelha, é causada pelo fungo Puccinia graminis, que causa doenças significativas nas plantações de cereais. As espécies de culturas afetadas pela doença incluem trigo-mole, o trigo-duro, a cevada e o triticale. Essas doenças afetaram o cultivo de cereais ao longo da história. A recorrência anual da ferrugem do caule do trigo nas planícies do norte da Índia foi descoberta por KC Mehta. Desde a década de 1950, tornaram-se disponíveis variedades de trigo criadas para serem resistentes à ferrugem-do-colmo. Também estão disponíveis fungicidas eficazes contra a doença.
Em 1999, foi identificada uma nova e mais virulenta cepa de ferrugem-do-colmo denominada TTKSK. Uma epidemia de do fungo causada pela cepa TTKSK alastrou-se pela África, Ásia e Oriente Médio, ameaçando segurança alimentar global.
Um surto de outra raça virulenta de ferrugem do caule, a TTTTF, ocorreu na Sicília em 2016, sugerindo que a doença está retornando à Europa. Uma análise genômica abrangente da Puccinia graminis, combinada com dados de patologia vegetal e clima, apontou o potencial de reemergência da ferrugem do caule do trigo no Reino Unido.